# Where Do We Go from Here?
Where Do We Go from Here? is een Amerikaanse romantische musical-komedie-fantasyfilm uit 1945, geregisseerd door Gregory Ratoff en met Fred MacMurray, Joan Leslie, June Haver, Gene Sheldon, Anthony Quinn en Fortunio Bonanova in de hoofdrollen. De film werd geproduceerd door Twentieth Century-Fox. De zangstem van Joan Leslie werd nagesynchroniseerd door Sally Sweetland.
De filmscore werd gecomponeerd door Kurt Weill met teksten van Ira Gershwin. Gregory Ratoff regisseerde en Morrie Ryskind schreef het scenario op basis van een verhaal van Sig Herzig en Ryskind.
De film is opmerkelijk omdat het Weills enige musical is die rechtstreeks voor het scherm is geschreven en vanwege de anachronistische mix van geschiedenis en eigentijdse (1940’s) taalgebruik. De parodie-opera The Nina, the Pinta, the Santa Maria was destijds een van de langste muzikale sequenties in een filmmusical.

## Verhaal
Bill Morgan is een jonge Amerikaan die graag in het leger wil dienen tijdens de Tweede Wereldoorlog, maar zijn 4F-status verhindert hem om zich aan te melden. Bill helpt mee met de oorlogsvoering door oud ijzer te verzamelen. Tussen de rommel ontdekt hij een mysterieuze koperen fles die hij schoonmaakt.
Plots verschijnt Ali, een Djinn, die hem drie wensen aanbiedt. Zonder na te denken wenst Bill in het Amerikaanse leger te zitten. Met een rookwolk belandt Bill als soldaat in George Washingtons Continentale Leger tijdens de Amerikaanse Onafhankelijkheidsoorlog. Na een ontmoeting met Hessische soldaten wenst hij zichzelf naar de marine. Deze keer wordt hij door de Djinn geplaatst op het schip van Christoffel Columbus tijdens diens eerste reis naar de Nieuwe Wereld. Op het vasteland besluit hij Manhattan te kopen van een inheemse stam.
Bill reist vervolgens door de tijd naar Nieuw-Amsterdam in de 17e eeuw. Wanneer hij beweert eigenaar te zijn van Manhattan, wordt hij gevangengenomen. Uiteindelijk belandt Bill aan het einde van de film weer in de juiste tijd en plaats.

## Rolverdeling
- Fred MacMurray als Bill Morgan
- Joan Leslie als Sally Smith / Prudence / Katrina
- June Haver als Lucilla Powell / Gretchen / Indiaanse
- Gene Sheldon als Ali de Djinn
- Anthony Quinn als Hoofdman Badger
- Carlos Ramírez als Benito
- Alan Mowbray als Generaal George Washington
- Fortunio Bonanova als Christoffel Columbus
- Herman Bing als Hessische Kol. / Von Heisel
- Howard Freeman als Kreiger

## Productie
Kurt Weill had geen goede ervaringen met Hollywood. Zijn scores voor de Broadway-shows Knickerbocker Holiday, Lady in the Dark en One Touch of Venus werden drastisch ingekort voor de filmversies. Hoewel enkele nummers uit zijn originele score voor Where Do We Go from Here? werden geschrapt, bleef het meeste werk met Ira Gershwin intact, waaronder een uitgebreide parodie-opera aan boord van Columbus’ schip.
Hoofdrolspelers June Haver en Fred MacMurray ontmoetten elkaar tijdens het werken aan deze film en trouwden later.
Where Do We Go from Here? is tot op heden niet uitgebracht op een traditionele homevideo-drager. Een opname direct van de soundtrack werd ooit op LP (Ariel KWH 10) uitgebracht en repetitieopnamen van Kurt Weill en Ira Gershwin zijn beschikbaar op de cd Tryout.
Een dvd-r werd uitgebracht via het Fox Archive MOD-programma in 2012.

## Muzieknummers
- All at Once – Gezongen door Fred MacMurray
- Morale – Gezongen en gedanst door June Haver en ensemble
- If Love Remains – Gezongen en gedanst door Fred MacMurray, Joan Leslie (nagesynchroniseerd door Sally Sweetland) en ensemble
- Song of the Rhineland – Gezongen en gedanst door June Haver, Herman Bing en ensemble
- Columbus (The Nina, the Pinta, the Santa Maria) – Gezongen door Carlos Ramírez, Fred MacMurray, Fortunio Bonanova en ensemble
- All at Once (reprise) – Gezongen door Fred MacMurray en Joan Leslie (nagesynchroniseerd door Sally Sweetland)
- Morale (reprise) – Gezongen door Fred MacMurray, Joan Leslie (nagesynchroniseerd door Sally Sweetland), June Haver, Gene Sheldon en ensemble

## Verwijderde nummers
- It Could Have Happened to Anyone
- Woo, Woo, Woo, Woo, Manhattan